# Teaterpjäs

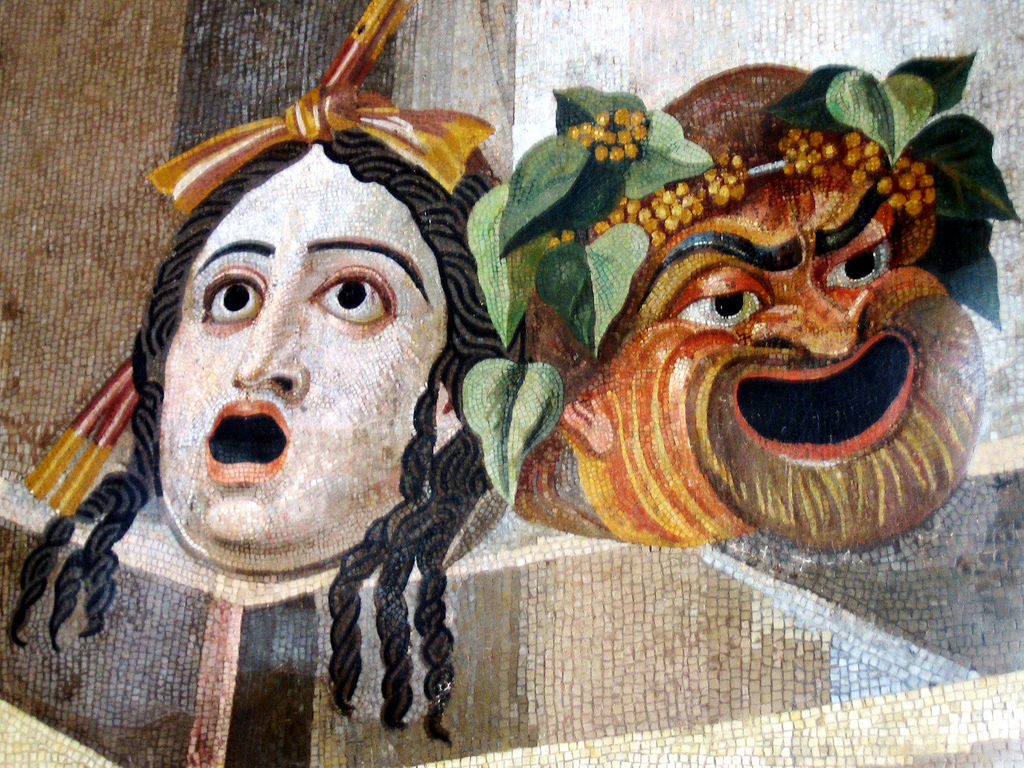
Teatermasker, romersk mosaik från 100-talet e.Kr.

Teaterpjäs, teaterstycke, drama eller skådespel är en form av litteratur för uppförande på en scen. Den utgörs företrädesvis av dialog mellan rollfigurer och kan framföras exempelvis i en teaterlokal, genom TV eller ljudradio (hörspel).
Det förekommer att romaner omarbetas för teater (teatermanuskript), opera (libretto) eller film (filmmanuskript).